# Domingo Savio
Domingo Savio (San Giovanni da Riva, Reino de Cerdeña, 2 de abril de 1842-Mondonio, Reino de Cerdeña, 9 de marzo de 1857) fue un alumno de Juan Bosco en el oratorio de Valdocco, en Turín. En la primavera de 1855 se propuso ser santo al escuchar una prédica de don Bosco sobre la facilidad para serlo. Murió 3 semanas antes de cumplir los 15 años de edad. Es uno de los santos no mártires más jóvenes de la Iglesia católica.

## Biografía

### Primeros años y primera comunión
Domingo Savio («Dominguito» para sus padres), nació en San Giovanni da Riva, cerca de Chieri. Cuando tenía unos veinte meses, sus padres Carlino Savio y Rosa Brígida Gaiato se trasladaron a Murialdo, donde nacieron sus hermanos. En 1847, su madre lo llevó a la iglesia siendo párroco Juan Bautista Zucca; allí aprendió a ayudar en misa como monaguillo. 
En febrero de 1849, toda la familia se trasladó a Mondonio, (actual Mandonio San Domenico Savio, localidad perteneciente al municipio de Castelnuovo Don Bosco). Domingo, con siete años y una preparación y madurez poco común para su edad, recibió el 8 de abril su primera comunión en la parroquia de Castelnuovo Don Bosco. Arrodillado al pie del altar, con las manos juntas, pronunció los propósitos que venía preparando desde hace tiempo, y que quedaron escritos en su devocionario:

Resoluciones tomadas por mí, Domingo Savio, en el año de 1849, en el día de mi Primera Comunión, a la edad de siete años:
1. Me confesaré a menudo, y comulgaré tan frecuentemente como mi confesor lo permita.
2. Deseo santificar los domingos y fiestas en forma especial.
3. Mis amigos serán Jesús y María.
4. Prefiero morir antes que pecar.

En la Vita escrita sobre Domingo Savio años más tarde, Juan Bosco afirmó: «Yo he podido verlos y los transcribo aquí en su sencillez». Esos recuerdos fueron como una especie de guía para sus acciones hasta el final de su vida. Don Bosco encontraba en ellos una fórmula sencilla y completa para la vida cristiana de los jóvenes.
El maestro que Domingo tuvo en 1853, cuando el niño contaba con once años de edad, se expresó en estos términos:

Puedo decir que en todo este tiempo no tuve en mi escuela un muchacho parecido a Domingo en la amistad con el Señor. Era joven de edad, pero sensato como un adulto. Su dedicación constante al estudio y su cumplida bondad atraían el afecto del maestro y lo hacían amigo de todos.

### Encuentro con Don Bosco

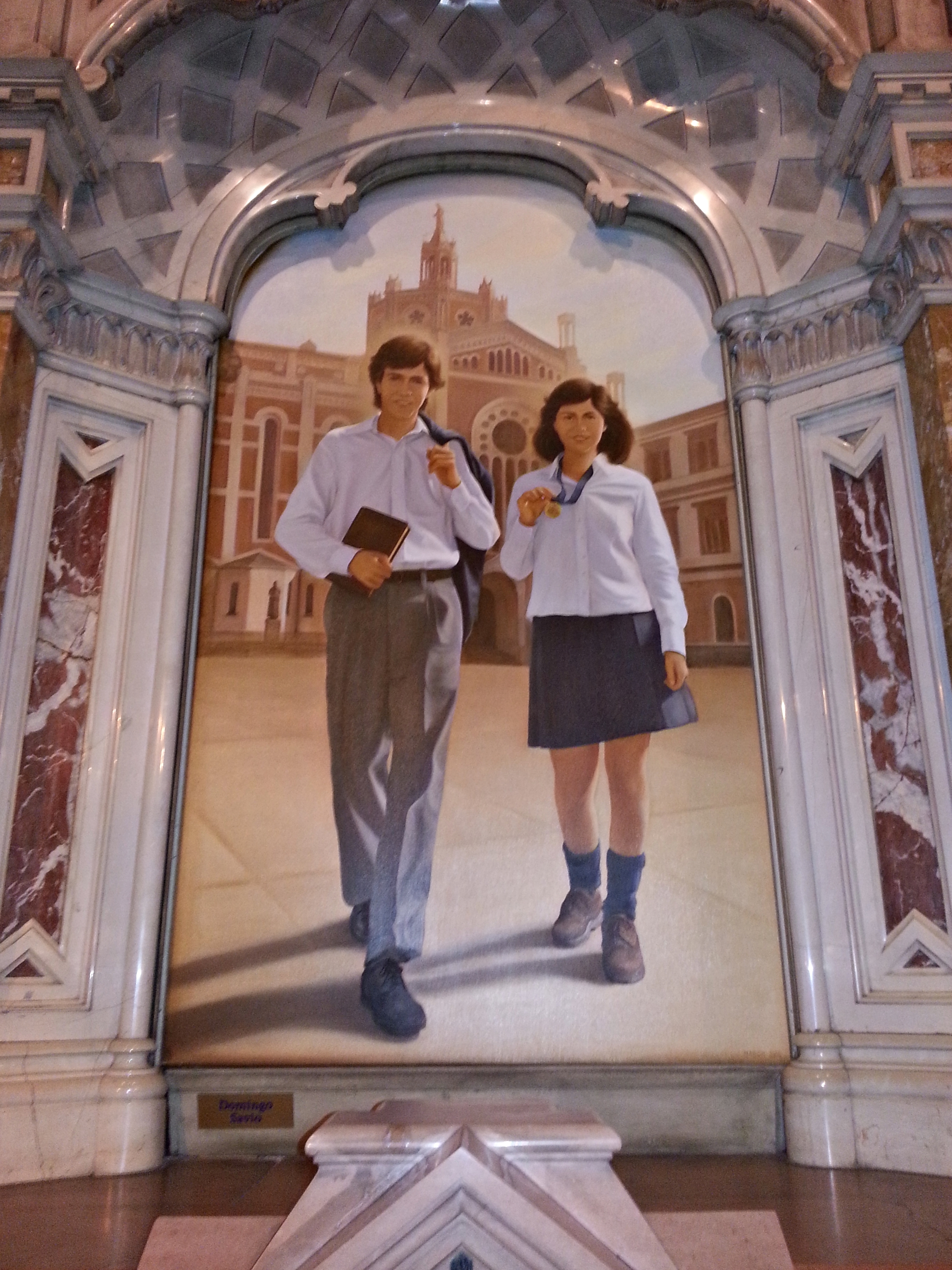
Representación de Domingo Savio y Laura Vicuña, en la Basílica María Auxiliadora y San Carlos de Buenos Aires.

El 2 de octubre de 1853 Domingo se encontró por primera vez con Juan Bosco en I Becchi, junto a la casa natal del educador, y el 29 de octubre de 1854 entró en el oratorio de Valdocco de Turín para completar los estudios, en particular el del latín.
Seis meses después, tras un sermón del padre Bosco acerca de la austeridad y el sacrificio, donde remarcaba que cuando uno se sentía oprimido por alguna calamidad o molestia del cuerpo había que ofrecérselo a la Virgen, Domingo renovó sus votos realizados con ocasión de su primera comunión ante el altar de María en el oratorio. El niño consideró que este sería el medio más adecuado para llegar a la más alta perfección y en ese momento se propuso convertirse en santo.
Domingo comenzó a realizar austeridades de todo tipo, como consumir sólo la mitad de su ración de comida, dormir menos tiempo y rezar más. Sentía gran devoción por la Virgen María, llegando a permanecer más de cinco horas diarias rezando. Una noche de invierno, Don Bosco encontró a Domingo temblando de frío en la cama, sin más cobertor que una sábana.

—¿Te has vuelto loco? ¡Vas a tener una pulmonía!

—No lo creo —respondió Domingo—. Nuestro Señor no tuvo ninguna pulmonía en el establo de Belén.

Desde entonces Don Bosco le prohibió formalmente hacer penitencia alguna sin su permiso. Domingo se entristeció, pero Juan Bosco insistió en que debía jugar alegremente con sus compañeros. Desde aquel momento hasta su muerte, Domingo unió la piedad con una alegría serena que gustaba a Don Bosco, dedicándose con mayor celo a los compañeros marginados por otros y a aquellos que enfermaban.

### Fundación de la Compañía de la Inmaculada
El 8 de junio de 1856, Domingo fundó la Compañía de la Inmaculada, cuyo reglamento también escribió. El principal objetivo de la Compañía era el apostolado entre los propios compañeros. Luego de atenuar el reglamento y de modificarlo ligeramente, Don Bosco lo aprobó. Se considera que esa Compañía fue la obra maestra de Domingo Savio, testimonio de su espiritualidad cuando apenas contaba con catorce años. Dos años después, Don Bosco eligió entre los socios de la Compañía al primer núcleo de sus salesianos.

### Muerte
Tal como había predicho Don Bosco, la salud de Domingo empezó a empeorar. En febrero de 1857 tuvo 
una fuerte tos que le obligó a guardar cama durante semanas. El domingo 1 de marzo fue enviado de vuelta a la casa de sus padres,  en Mondonio, su hogar natal. Un médico diagnosticó que padecía de algún tipo de inflamación en los pulmones y decidió sangrarlo, según se acostumbraba en aquella época. Presumiblemente se trataba de una pulmonía, y las sangrías lo debilitaron aún más.
En los primeros días de marzo de 1857, Domingo recibió a pedido suyo la unción de los enfermos; al anochecer del lunes 9 de marzo rogó a su padre que recitara las oraciones por los agonizantes. A las diez de la noche trató de incorporarse y terminó por murmurar en tono gozoso, según testimonio del propio Don Bosco: 

¡Qué maravilla estoy viendo!

Esas fueron sus últimas palabras.

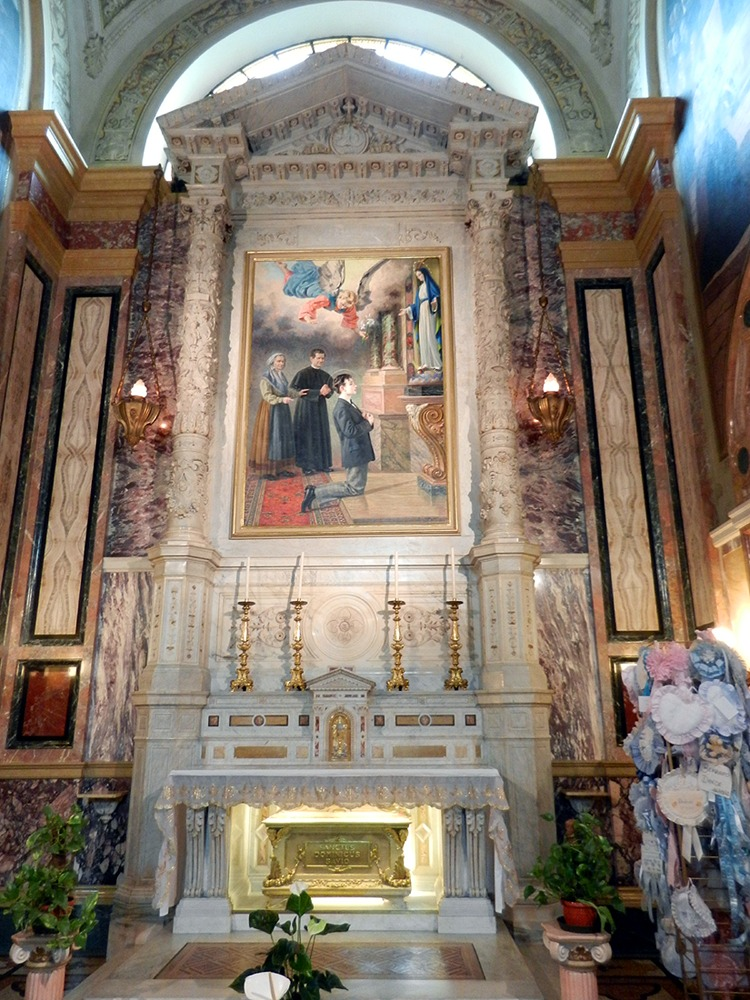
Altar dedicado a Domingo Savio en el interior de la Basílica de María Auxiliadora, en Turín. Bajo el altar se encuentra la urna dorada que guarda sus restos.

Fue sepultado el miércoles 11 de marzo y sus restos permanecieron en la capilla del cementerio de Mondonio. En 1914, el obispo de Turín ordenó que los restos fueran trasladados a la ciudad episcopal, pero los campesinos de Mondonio se negaron a perder a su santo y empezaron a turnarse día y noche para evitar el traslado.
En octubre de 1914, la Iglesia pidió a las autoridades civiles de Mondonio que intervinieran y los huesos de Savio fueron llevados a la Basílica de María Auxiliadora de Turín.

### Canonización
En enero de 1859, casi dos años después de la muerte de Domingo Savio, Don Bosco publicó la biografía del joven, titulada Vita del giovanetto Savio Domenico, en la que predijo que un día la Iglesia decretaría para su joven alumno el honor de los altares.
Don Bosco consideró y mostró a Domingo Savio como un modelo concreto de espiritualidad. En la presentación de la Vita de Domingo Savio, don Bosco escribió dirigiéndose directamente a los jóvenes:

Decid en vuestro corazón lo que decía S. Agustín: Si ille, cur non ego? Si un compañero mío, de mi misma edad, en el mismo lugar, expuesto a los mismos
y tal vez mayores peligros, encontró, sin embargo, tiempo y modo de mantenerse fiel seguidor de Jesucristo, ¿por qué no puedo también yo hacer lo mismo? Recordad que la religión verdadera no consiste solo en palabras; hay que ir a las obras. Por tanto, cuando encontréis alguna cosa digna de admiración, no os contentéis con decir esto es bonito, esto me gusta. Decid más bien: quiero empeñarme para hacer esas cosas que leídas de otros, despiertan mi admiración.
Don Bosco

Ante la sospecha de que la Vita contuviera inexactitudes históricas y rasgos moralizantes, el papa Pío XI dispuso que fuera examinada en 1931-1932 por la Congregación de los Ritos. Este organismo se pronunció a favor de su autenticidad histórica.
Domingo Savio fue declarado venerable por Pío XI en 1933, beatificado por Pío XII el 5 de marzo de 1950, y canonizado por el mismo pontífice el 12 de junio de 1954. Su festividad se celebra el 6 de mayo.
Con motivo del 50 aniversario de su canonización, durante el 2005, las reliquias de santo Domingo Savio hicieron un viaje regional salesiano: Italia, Libia, Siria y España.
La urna con los restos del santo está ubicada en su altar debajo de la pintura en su homenaje, realizada por Mario Caffaro Rore, en la Basílica de María Auxiliadora de Turín.